# Jack Hobbs
Jack Hobbs (født 18. august 1988) er en engelsk fodboldspiller, der spiller for den engelske klub Nottingham Forest. Hobbs har tidligere spillet for Hull City Lincoln City, Liverpool og Scunthorpe

## Meriter
Liverpool
- FA Youth Cup: 2006

Leicester City
- League One mester: 2009

Individuelt
- Årets spiller i Leicester City (kåret af spillerne): 2010
- Årets spiller i Leicester City (kåret af fansene): 2010